# Délka vzestupného uzlu

Délka vzestupného uzlu Ω

Délka vzestupného uzlu je jedním z elementů dráhy, popisujících pohyb kosmického tělesa (přirozeného, např. planety, komety apod., nebo umělého) v kosmickém prostoru. Vyjadřuje úhel, který svírá průvodič polohy tělesa nacházejícího se ve vzestupném uzlu své dráhy se směrem osy +x v základní rovině příslušné souřadné soustavy. Značí se Ω a vyjadřuje se ve stupních, řidčeji v radiánech (rad). Tento úhel se vždy měří v základní rovině souřadné soustavy ve směru od osy +x k ose +y (při pohledu „shora“, tj. od kladných hodnot souřadnice z); může proto nabývat hodnot v rozmezí 0° ≤ Ω < 360°.
Pro kosmická tělesa obíhající kolem Slunce (např. planety nebo meziplanetární sondy) je touto základní rovinou rovina ekliptiky, pro kosmická tělesa obíhající kolem planet (např. jejich měsíce nebo umělé družice) je touto základní rovinou rovina rovníku příslušné planety. V obou případech je za směr osy x brán směr k jarnímu bodu, osa +z kolmá k základní rovině míří do severního poloprostoru a osa +y ležící v základní rovině doplňuje systém na pravotočivý.